# Black Girls Code
Black Girls Code (BGC) is een Amerikaanse organisatie zonder winstoogmerk, die als doelstelling heeft om Afro-Amerikaanse en vrouwen met een getinte huidskleur te betrekken bij programmeren en ze te begeleiden bij een it-carrière. Een breder hierop aansluitend doel is om tegen 2040 één miljoen vrouwen in de it-sector te hebben. De organisatie beschikt over begeleiders met kennis van programmeren voor computers, websites, robots en het maken van mobiele apps.

## Geschiedenis
Kimberly Bryant, een uit de biotech afkomstig ingenieur, richtte Black Girls Code in 2011 op, omdat ze vond dat Afro-Amerikaanse vrouwen ondervertegenwoordigd waren in de technologiesector. Ook vond ze dat op het computerkamp waar haar dochter aan deelnam de leerervaring te wensen overliet: zo was ze van mening dat de jongens meer aandacht kregen van de begeleiders. Op dat moment was haar dochter een van de weinige van Afro-Amerikaanse afkomst. In een interview met Ebony vertelde Bryant:

Ik zocht naar een manier om mijn dochter interesse te laten kweken voor digitale creativiteit. Geen enkel programma was toegespitst op meiden van ondervertegenwoordigde gemeenschappen, waar zij deel van uitmaakte.

In 2011 zette Bryant met haar collegae van Genentech een zes weken durende cursus op voor meiden met een getinte huidskleur. Naast haar dochter namen meer dan tien andere meiden deel aan de cursus. In januari 2012 investeerde techbedrijf ThoughtWorks in Bryants initiatief, waardoor ze ruimtes kon afhuren en materiaal kon aanschaffen.

### Bestuurswijziging
In 2021 werd Bryant door het bestuur uit haar functie gezet, nadat er klachten waren binnengekomen over haar gedrag. Daaropvolgend begon BGC een rechtszaak tegen haar voor het kapen van de website. Tegelijkertijd begon Bryant een rechtszaak tegen de bestuursleden wegens smaad, vergelding en onterecht ontslag.
In oktober 2023 werd Cristina Jones, een voormalig bestuurslid van Salesforce, de nieuwe bestuursvoorzitter van Black Girls Code.

## Activiteiten
BGC is gevestigd in Oakland. In augustus 2013 kende het programma jaarlijks meer dan 2000 deelnemers, verdeeld over zeven verschillende instituten in zeven Amerikaanse staten. In 2019 was het aantal staten gegroeid tot 15. Daarnaast heeft BGC een programma in Johannesburg, Zuid-Afrika opgezet.

### Programma's
BGC is afhankelijk van vrijwilligers die workshops willen opzetten en begeleiden. De vrijwilligers bestaan voornamelijk uit it-professionals die deelnemers wegwijs willen maken in web-, app- en gameontwikkeling, maar ook in kunstmatige intelligentie, programmeertalen, het werken met integrated development environments en het maken van digitale kunst en muziek.
In 2023 ging BGC een samenwerking aan met GoldieBlox. Hieruit volgde CODE Along, een online-videoreeks omtrent programmeren.

## Investeringen
In januari 2014 ontving BGC een investering van $50.000 van het Microsoft Azure-team. In november 2014 kreeg oprichtster Bryant een toelage van Oprah Winfrey en Toyota.
In augustus 2015 wees Bryant een bedrag van $125.000 van Uber af, omdat de investering volgens haar niet oprecht was en te promotieachtig voelde. Ook uitte ze kritiek op een investering van $1,2 miljoen van Girls Who Code.
In februari 2018 kondigde BGC een samenwerking met Lyft aan. Passagiers konden via het platform per rit een extra bedrag doneren, dat ten goede zou komen aan BGC.